# Foot Ball Club Unione Venezia 2009-2010
Questa voce raccoglie le informazioni riguardanti il Foot Ball Club Unione Venezia nelle competizioni ufficiali della stagione 2009-2010.

## Stagione
Nonostante la salvezza sul campo della passata stagione, i lagunari vengono successivamente esclusi dal campionato di Serie C per gravi irregolarità di bilancio. Così nell'estate viene creato il Foot Ball Club Unione Venezia S.r.l., che viene iscritto in soprannumero alla Serie D in virtù della tradizione sportiva cittadina.
Della vecchia società, In squadra rimangono solamente l'esperto portiere Lotti, il veneziano Collauto, il centrocampista Rigoni e il difensore Tricoli. Paolo Favaretto viene invece scelto come nuova guida in panchina.
Dopo un buon precampionato, gli arancioneroverdi debuttano nella Coppa Italia di categoria il 23 agosto battendo ai rigori il Montebelluna. In campionato, dopo un inizio difficile, i lagurari si riprendono e grazie ad una buona seconda parte di stagione, chiudono al terzo posto in classifica che permette la partecipazione ai playoff. Negli spareggi del girone, il Venezia batte lo Jesolo che si era classificato 4° ma vengono eliminati nella finale del girone a causa della sconfitta contro i trevigiani dell'Union Quinto.

## Rosa
| N. |                   | Ruolo | Calciatore       |
| -- | ----------------- | ----- | ---------------- |
|    | Italia (bandiera) | P     | Massimo Lotti    |
|    | Italia (bandiera) | P     | Giuseppe Aprea   |
|    | Italia (bandiera) | P     | Michele Mion     |
|    | Italia (bandiera) | D     | Marco Bigoni     |
|    | Italia (bandiera) | D     | Luca Bivi        |
|    | Italia (bandiera) | D     | Michael Cardin   |
|    | Italia (bandiera) | D     | Lorenzo Gargano  |
|    | Italia (bandiera) | D     | Marco Modolo     |
|    | Italia (bandiera) | D     | Paolo Tricoli    |
|    | Italia (bandiera) | D     | Filippo Vianello |
|    | Italia (bandiera) | C     | Alvise Benedetti |
|    | Italia (bandiera) | C     | Mattia Collauto  |
|    | Italia (bandiera) | C     | Luca Di Prisco   |

| N. |                      | Ruolo | Calciatore          |
| -- | -------------------- | ----- | ------------------- |
|    | Italia (bandiera)    | C     | Matteo Malagò       |
|    | Italia (bandiera)    | C     | Jacopo Molin        |
|    | Italia (bandiera)    | C     | Matteo Nichele      |
|    | Italia (bandiera)    | C     | Simone Rigoni       |
|    | Italia (bandiera)    | C     | Nicola Segato       |
|    | Italia (bandiera)    | C     | Mirko Tessaro       |
|    | Italia (bandiera)    | C     | Mattia Zanon        |
|    | Italia (bandiera)    | A     | Simone Corazza      |
|    | Italia (bandiera)    | A     | Gianluca Correzzola |
|    | Italia (bandiera)    | A     | Marco Cuoghi        |
|    | Argentina (bandiera) | A     | Matias Ragusa       |
|    | Italia (bandiera)    | A     | Giovanni Volpato    |

## Statistiche

### Statistiche di squadra
| Competizione         | Punti | Partite | V  | N  | P | GF | GS |
| -------------------- | ----- | ------- | -- | -- | - | -- | -- |
| Serie D              | 75    | 38      | 21 | 12 | 5 | 71 | 43 |
| Playoff Serie D      | -     | 2       | 1  | 0  | 1 | 1  | 2  |
| Coppa Italia Serie D | -     | 3       | 1  | 1  | 1 | 3  | 5  |